# Johann Heinrich Pestalozzi
Johann Heinrich Pestalozzi (Zurique, 12 de janeiro de 1746 — Brugg, 17 de fevereiro de 1827) foi um pedagogista suíço e educador pioneiro da reforma educacional.

## Biografia
Seu pai morreu quando ainda era criança, foi criado pela mãe, sua família empobreceu. As dificuldades para sobreviver fortaleceram sua alma ainda na infância. Ele conheceu de perto o preconceito social e teve de lutar muito para se tornar conhecido numa sociedade dividida entre nobres e plebeus e entre ricos e pobres. Durante esse período recebeu orientação religiosa protestante, mas considerava-se sempre um cristão, sem defender qualquer religião.
Após a leitura do Emílio, de Rousseau, Pestalozzi foi influenciado pelo movimento naturalista e tornou-se um revolucionário, juntando-se aos que criticavam a situação política do país.
Na Universidade de Zurique associa-se ao poeta Lavater num grupo de reformistas. Gastou parte de sua juventude nas lutas políticas mas, em 1781, com a morte do amigo e político Bluntschli, abandonou o partido para dedicar-se à causa da educação.
Casou-se aos 23 anos e comprou um pedaço de terra onde intentou o cultivo de rubia (Rubia tinctorum – planta herbácea de onde se pretendia tirar um corante) mas, não sendo agricultor, fracassou.
Por este tempo havia feito de sua casa na fazenda uma escola. Escreveu "As Horas Noturnas de um Ermitão" (Die Abendstunde eines Einsiedlers – 1780), contendo uma coleção de pensamentos e reflexões. A este livro seguiu-se sua obra-prima: Leonardo e Gertrudes ("Leonard und Gertrud" – 1781), um conto onde narra a reforma gradual feita primeiro numa casa, depois numa aldeia, frutos dos esforços de uma mulher boa e dedicada. A obra foi um sucesso na Alemanha, e Pestalozzi saiu do anonimato.

### O horror da guerra: nasce o "Método Pestalozzi"
A invasão francesa da Suíça em 1798 revelou-lhe um caráter verdadeiramente heroico.
Muitas crianças vagavam no Cantão de Unterwalden, às margens do Lago de Lucerna, sem pais, casa, comida ou abrigo. Pestalozzi reuniu muitos deles num convento abandonado, e gastou suas energias educando-os. Durante o inverno cuidava delas pessoalmente com extremada devoção mas, em junho de 1799, o edifício foi requisitado pelo invasor francês para instalar ali um hospital, e seus esforços foram perdidos.

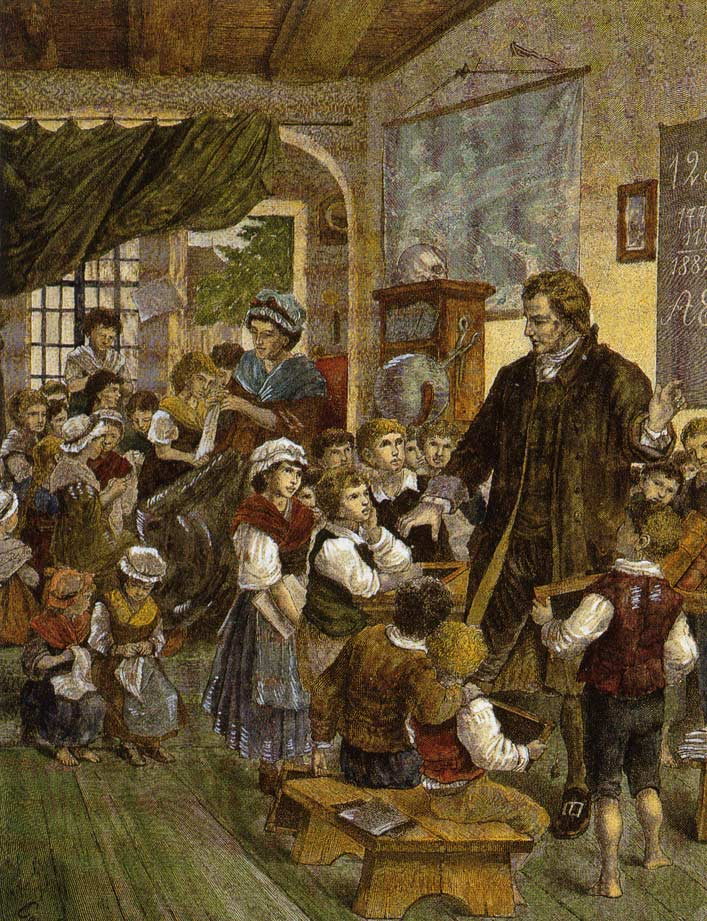
Pestalozzi com órfãos em Stans

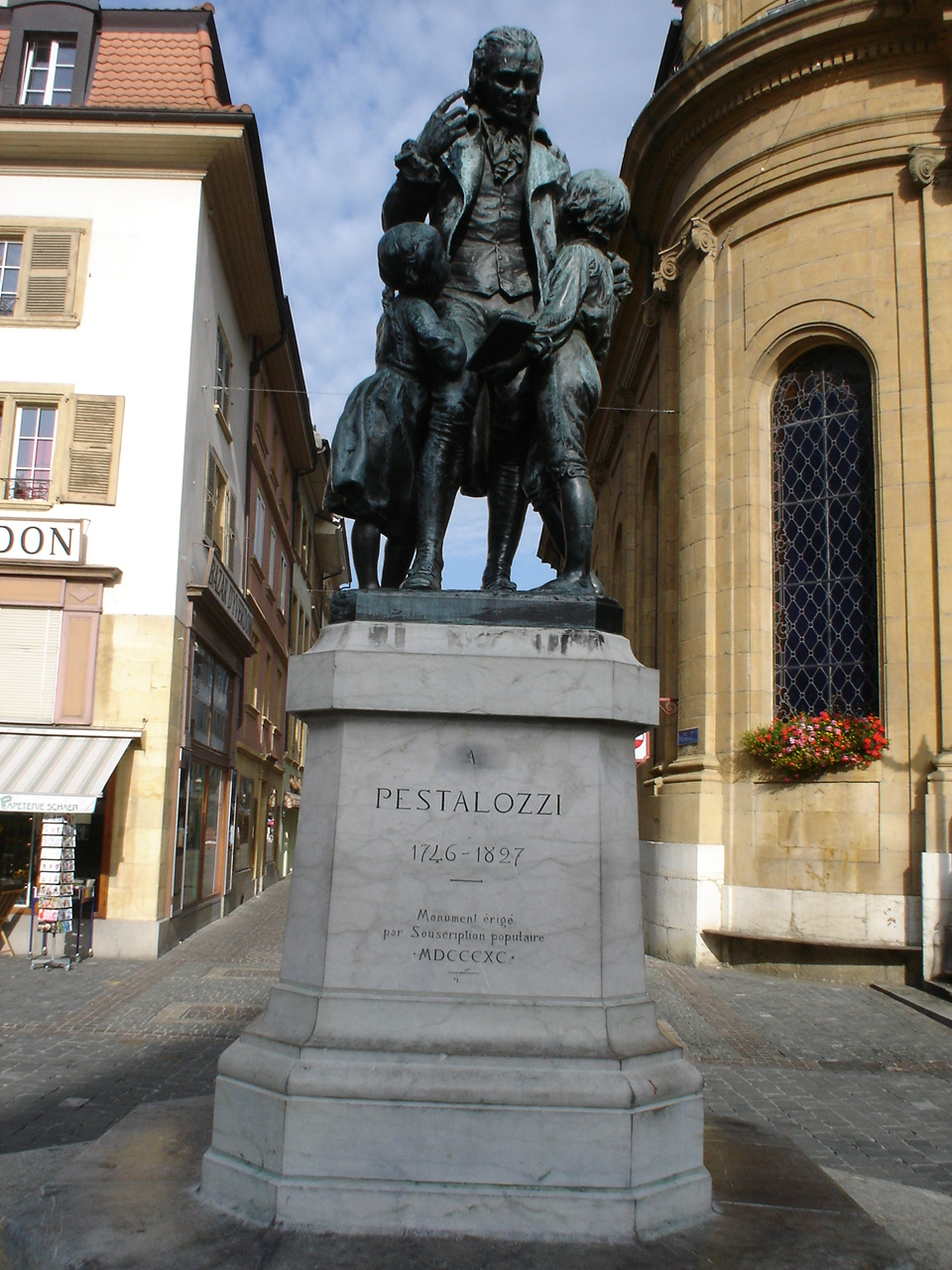
Estátua de Pestalozzi em Yverdon les Bains

Em 1801 Pestalozzi concentrou suas ideias sobre educação num livro intitulado "Como Gertrudes ensina suas crianças" (Wie Gertrude Ihre Kinder Lehrt). Ali expõe a sua didática pedagógica, o Método Pestalozzi, de partir do mais fácil e simples, para o mais difícil e complexo.
Continuava daí, medindo, pintando, escrevendo e contando, e assim por diante.
Em 1799 obteve permissão para manter uma escola em Burgdorf, onde permaneceu trabalhando até 1804. Em 1802 foi como deputado a Paris, e fez de tudo para fazer com que Napoleão se interessasse em criar um sistema nacional de educação primária; mas o conquistador disse-lhe que não podia perder tempo com o alfabeto.

### A Escola
Em 1805 ele mudou-se para Yverdon, no Lago Neuchâtel, e por vinte anos dedicou-se ao seu trabalho continuamente. Ali era visitado por todos que se interessavam pela educação, como Talleyrand, d'Istria de Capo, e  Mme. de Staël. Foi elogiado por Humboldt e por Fichte. Dentre seus discípulos incluem-se Denizard Rivail (Allan Kardec), Ramsauer, Delbrück, Blochmann, Carl Ritter, Froebel e Zeller.
Por volta de 1815 dissensões surgiram entre os professores de sua escola, e os últimos 10 anos de seu trabalho foram marcados por cansaço e tristeza. Em 1825 ele se aposentou em Neuhof. Escreveu suas memórias e seu último trabalho, "O canto do cisne", vindo a morrer em Brugg.

## Legado

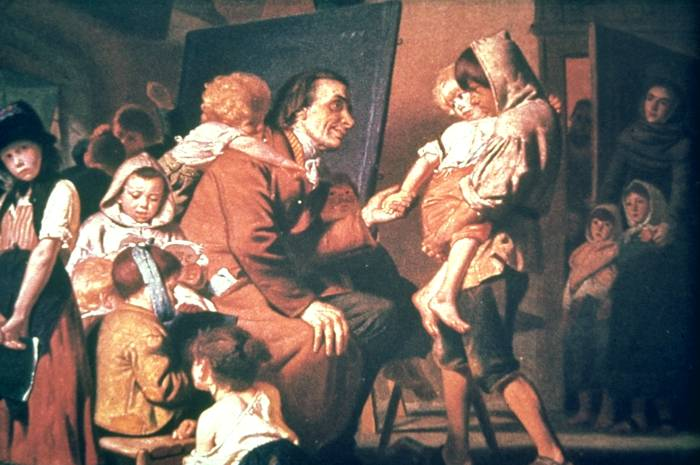
Pestalozzi e os órfãos de Stans

Como ele próprio disse, o verdadeiro trabalho de sua vida não se deu em Burgdorf ou em Yverdon. Estava em seus primeiros momentos como educador, com a sua observação, a preparação do homem integral, a prática junto aos órfãos de Stans.
Pestalozzi foi um dos pioneiros da pedagogia moderna, influenciando profundamente todas as correntes educacionais, e longe está de deixar de ser uma referência. Fundou escolas, cativava a todos para a causa de uma educação capaz de atingir o povo, num tempo em que o ensino era privilégio exclusivo.
Os trabalhos completos de Pestalozzi foram publicados em Stuttgart em 1819, 1826, e uma edição por Seyffarth apareceu em Berlim, em 1881.

## A teoria dos três estados de desenvolvimento moral
Trechos extraídos do Livro Minhas indagações sobre a marcha da natureza no desenvolvimento da espécie humana escrito por Pestalozzi em 1797, (traduzido do original alemão Meine Nachforschungen über den Gang der Natur in der Entwicklung des Menschengeschlechts):
Estado natural
O homem nesse estado é filho puro do instinto, que o conduz simples e inocentemente para todos os gozos dos sentidos.
Estado social
O homem como espécie, como povo não se submete ao poder como ser moral, nem tampouco entra na sociedade e na cidadania para servir a Deus ou amar ao próximo. Ele entra na sociedade e no estado de cidadania para tornar sua vida mais alegre e para gozar tudo o que seu ser animal e sensorial tem que gozar e para que seus dias sobre a terra transcorram satisfeitos e tranqüilos. O direito social não é assim um direito moral, mas apenas uma modificação do direito animal. ( …)
O poder só pode exigir de mim que eu seja um homem social. Ele não pode exigir que eu seja um homem moral. Se eu o sou, sou-o para mim e não para ele. O poder só pode exigir de mim que eu seja um homem moral na medida em que ele mesmo o seja, isto é, se ele não for poder, não se comportar como poder. Só pode exigir de mim, se ele viver a força de sua divindade, não para ser servido, mas para servir e dar a vida para a redenção de muitos. (…)
Simples satisfação é a cota do estado natural. Esperança é a cota do estado social. Não pode ser diferente: toda a estrutura da vida social repousa em representações que basicamente não existem – ela é uma representação. Propriedade, lucro, profissão, autoridade, leis são meios artificiais para satisfazerem minha natureza animal pela escassez de liberdade animal. (…)
Estado moral
Se eu alcançar na minha condição e na profissão tudo o que eu posso alcançar, se minha felicidade está garantida pelo direito, em suma, se eu, no pleno sentido da palavra, for um cidadão e se a palavra de meu país, liberdade – liberdade –, soasse novamente na boca dos homens honestos e felizes, estaria eu então satisfeito no meu íntimo? Deveria pensar que sim, mas não é verdade (…), o direito social não me satisfaz, o estado social não me realiza, não posso permanecer tranqüilo sobre o fundamento da minha formação civil, como não posso permanecer no mero prazer sensual e animal – sou , em todo o caso, através dessa  formação, emudecido; na minha alma entraram desconfiança, sinuosidade e intranqüilidade, que nenhum direito social pode desfazer. (…)
Se eu te declaro animal no envoltório do teu nascimento, não coloco o objetivo da tua perfeição nos limites do invólucro da tua origem. Vejo o interior do teu ser como divino, assim como o ser interior da minha natureza (…). Se o homem planta uma árvore ou uma flor, ele a enterra no solo, põe esterco na raiz e a cobre de terra. Mas o que ele faz com tudo isso ao ser íntimo da flor? O material, através do qual a semente se desenvolve, é em toda a natureza infinitamente de menor valor que a semente em si. (…)
Logo vi que as circunstâncias fazem o homem, mas vi também que o homem faz as circunstâncias, tem uma força em si mesmo que pode conduzir de várias maneiras, segundo sua vontade. (…)
Como obra da natureza, sinto-me livre no mundo para fazer o que me agrada e me sinto no direito de fazer o que me serve.
Como obra da espécie, sinto-me no mundo atado a relações e contratos, fazendo e suportando o que essas relações me prescrevem como dever.
Como obra de mim mesmo, sinto-me livre do egoísmo da minha natureza animal e das minhas relações sociais, e ao mesmo tempo no direito e no dever de fazer o que me santifica e o que santifica o meu ambiente.(…)
Como obra da natureza, sou um animal perfeito. Como obra de mim mesmo, esforço-me pela perfeição. Como obra da espécie, procuro me tranqüilizar num ponto sobre o qual a perfeição de mim mesmo não é  possível.
A natureza fez a sua obra inteira, assim também faze a tua.
Reconhece-te a ti mesmo e constrói a obra do teu enobrecimento sobre a consciência profunda de tua natureza animal, mas também com a consciência completa da tua força interior de viver divinamente no meio dos laços da carne.
Quem quer que tu sejas, acharás nesse caminho um meio de trazer tua natureza em harmonia contigo mesmo. Queres porém fazer tua obra apenas pela metade, quando a natureza fez a dela inteira? Queres estacionar no degrau intermediário entre tua natureza animal e tua natureza moral, sobre o qual não é possível o acabamento de ti mesmo? – Então não te espantes de que serás um costureiro, um sapateiro, um amolador ou um príncipe, mas não serás um homem.
Não te espantes então de que tua vida seja uma luta sem vitória e que nem sequer te tornes o que a natureza, sem a tua ação, fez de ti – mas muito menos serás um meio-homem civil. (…)
O princípio de que o bem do homem e o direito do homem repousam inteiramente na subordinação das minhas exigências animais e sociais à minha vontade moral é outra maneira de dizer o resultado do meu livro.